# Basilique du Sacré-Cœur de Marseille
Pour les articles homonymes, voir Basilique du Sacré-Cœur.
La basilique du Sacré-Cœur de Marseille est une des basiliques mineures de l'Église catholique romaine, dédiée au Sacré-Cœur de Jésus-Christ. Elle est située à Marseille sur l'avenue du Prado, dans le quartier du Rouet, dans le 8e arrondissement. Construite dans la première moitié du XXe siècle dans un style romano-byzantin, elle fut consacrée le 5 mai 1947 par le cardinal Roques, archevêque de Rennes, puis érigée en basilique mineure le 17 septembre 1997 par le pape Jean-Paul II. L'édifice fut construit pour commémorer la peste de 1720 et servir de mémorial de la Première Guerre mondiale.

## Historique

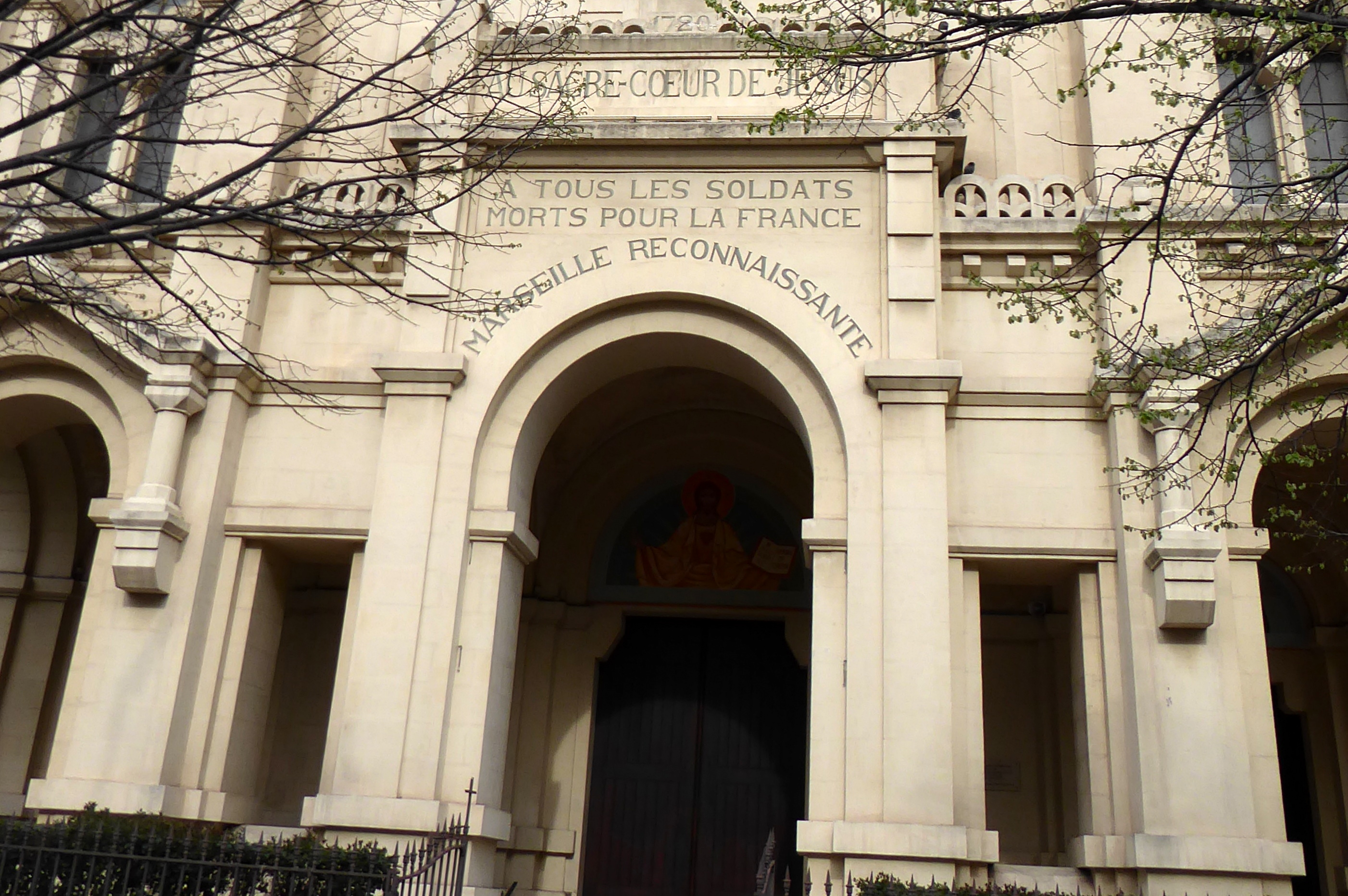
1720
Au Sacré-Cœur de Jésus
À tous les soldats morts pour la France
Marseille reconnaissante.

La construction de la basilique du Sacré-Cœur a été décidée au lendemain de la Première Guerre mondiale, pour remplacer l'église Saint-Adrien et Saint-Hermès, devenue trop petite pour un quartier en pleine expansion.
La première pierre en fut posée le 7 novembre 1920, pour le second centenaire du vœu de François-Xavier de Belsunce lors de la peste de 1720, et le chantier de sa construction dura 27 ans.
Sa conception est l'œuvre de l'architecte Théodore Dupoux, (disciple de l'abbé Joseph Pougnet) qui la conçut dans un style romano-byzantin. Malheureusement, celui-ci ne put assurer la totalité de la construction, en raison de son décès le 26 décembre 1924. Son fils prit sa succession.
Le chantier de construction a été lancé par Joseph Antoine Fabre qui annonça la décision de construire la nouvelle église dans sa lettre pastorale de Noël 1918. Lors d'une visite à Rome, le 8 mars 1921, l'archevêque de Marseille reçut les encouragements du pape Benoît XV, qui bénit cette œuvre, en invoquant « … les soldats de Marseille morts pour la Patrie, les âmes généreuses qui aideront à la construction de cette église du Sacré-Cœur… ».
Après Joseph Antoine Fabre, trois autres évêques assument la responsabilité de la construction de la nouvelle basilique : Daniel Champavier (1923-1928), Maurice-Louis Dubourg (1928-1936) et Jean Delay (1937-1956). Jean Delay en confie la réalisation à Paul-Marie Barthélémy Dejean. Ce dernier ne ménage pas sa peine à la réalisation de cet ouvrage, ce qui lui vaut le privilège de reposer dans un caveau de l'une des chapelles de l'édifice.
La construction est déclarée achevée au lendemain de la Seconde Guerre mondiale, après 27 ans de travaux. La basilique est consacrée le 5 mai 1947 par le cardinal Roques, archevêque de Rennes, alors que le programme architectural initialement prévu n'a pu être mené à bien. Cela donne à l'ensemble un aspect plus moderniste que l'esprit romano-byzantin initialement prévu par l'architecte.
Le 17 septembre 1997, le pape Jean-Paul II érige l'église du Sacré-Cœur en basilique mineure.
Le 15 février 2014, la session d'ouverture de l'enquête du procès en béatification et canonisation de la religieuse marseillaise Anne-Madeleine Rémusat se tient dans la basilique.[réf. nécessaire]

## Description

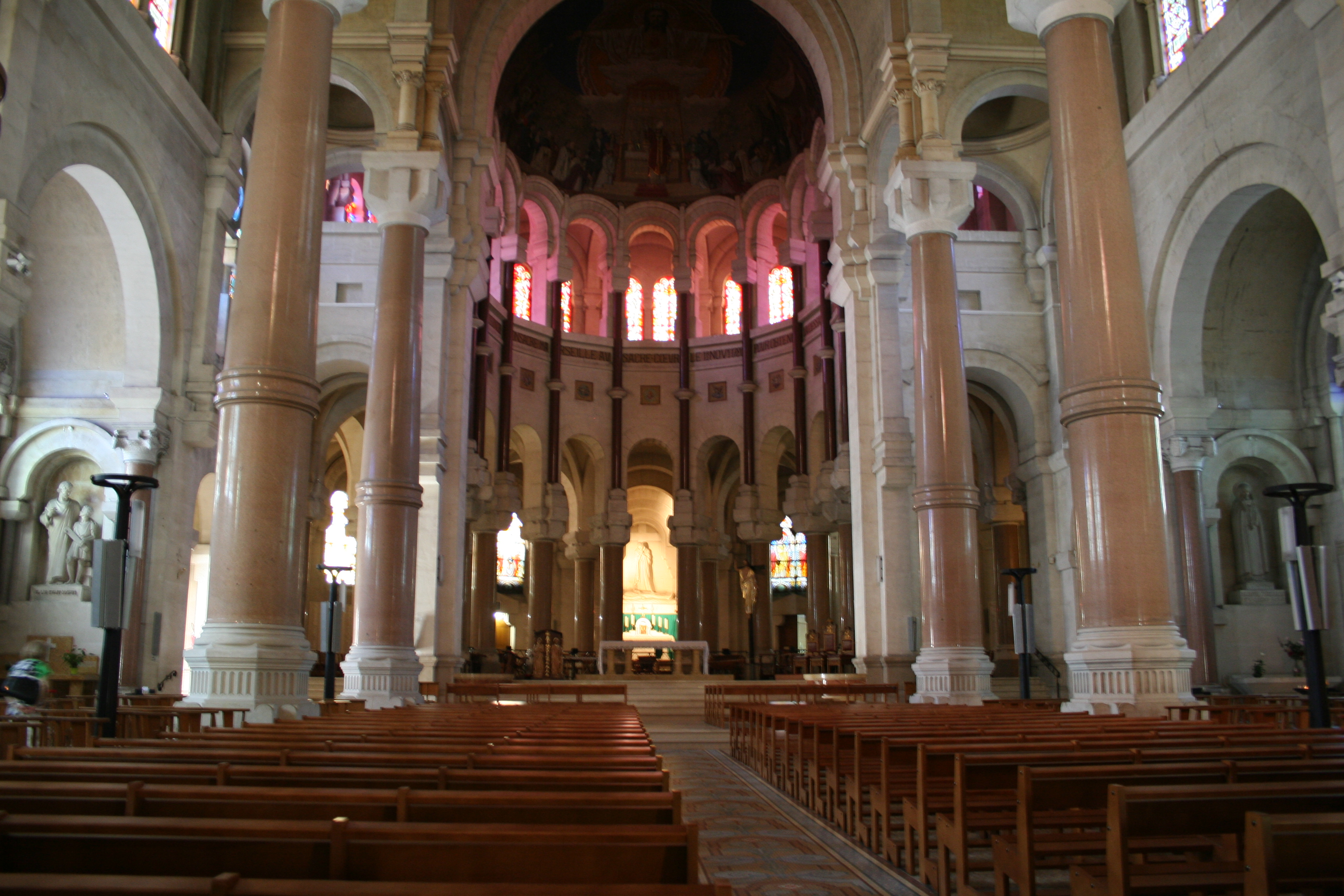
La nef et le chœur.

La basilique a été construite en pierres de taille provenant des carrières de La Roche d'Espeil à Sanary-sur-Mer dans le Var (soubassements et parties extérieures de l’édifice), de Saint-Symphorien, près de Bonnieux (Vaucluse) (intérieur de la crypte, socles des piliers et des colonnes), de Buxy (intérieur), ou encore de Saint-Gengoux, en Saône-et-Loire. Bâtie au-dessus d'une crypte qui occupe le quart de la surface totale, la basilique s'élève à 27,90 m. Elle devait être surmontée d'un clocher central dont la flèche élancée aurait culminé à 62 m, mais la construction de celui-ci fut abandonnée faute de moyens financiers.
Des colonnes en granit — de Corse, pour les plus grandes, de Suède pour les autres — supportent une voûte dont le sommet atteint 22,50 m.
Le parti général de la nef, des collateraux et des chapelle axiales est identique au parti pris de Pierre Bossan pour l'église Notre-Dame-du-Rosaire située à quelques rues d'ici et construite 60 ans plus tôt, à savoir, une large nef voutée d'ogive très ouverte sur des collateraux en berceaux perpendiculaires, avec des chapelles latérales toutes orientées.

### Vitraux et mosaïques
Les vitraux ont été réalisés par les ateliers Champigneulle à Paris, sur des dessins d'Henri Pinta (1856-1944), prix de Rome, originaire de Marseille, alors dessinateur en cette maison.
Dans les bas-côtés nord et sud, ils représentent notamment en 6 tableaux, numérotés et documentés par les inscriptions ci-dessous, l'histoire du Sacré-Cœur :
- no I - Après la mort de NS Jésus Christ le soldat Longin transperce le cœur du Sauveur avec sa lance et se convertit - Don du clergé de Marseille (baie 10) ;
- no II - Saint Jean Eudes célèbre pour la première fois l'office du Sacré-Cœur le 20 octobre 1672 à Caen (baie 11) ;
- no III - Apparition du Sacré-Cœur de Jésus à Ste Marguerite-Marie à Paray-le-Monial - 1672 - Le père de la Colombière en prières (baie 13) ;
- no IV - La Vble A M Remuzat inspire à François-Xavier de Belsunce en 1720 de consacrer Marseille au Sacré-Coeur pour obtenir la cessation de la peste (baie 14) ;
- no V - Le 28 mai 1722 les échevins de Marseille font vœu d'assister à perpétuité à la messe le jour de la fête du Sacré-Coeur (baie 12) ;
- no VI - Basilique du vœu national du Sacré-Cœur bâtie à Montmartre à Paris (auteurs et réalisateurs du vœu) (baie 9).

Le Sacré-Cœur et Marseille
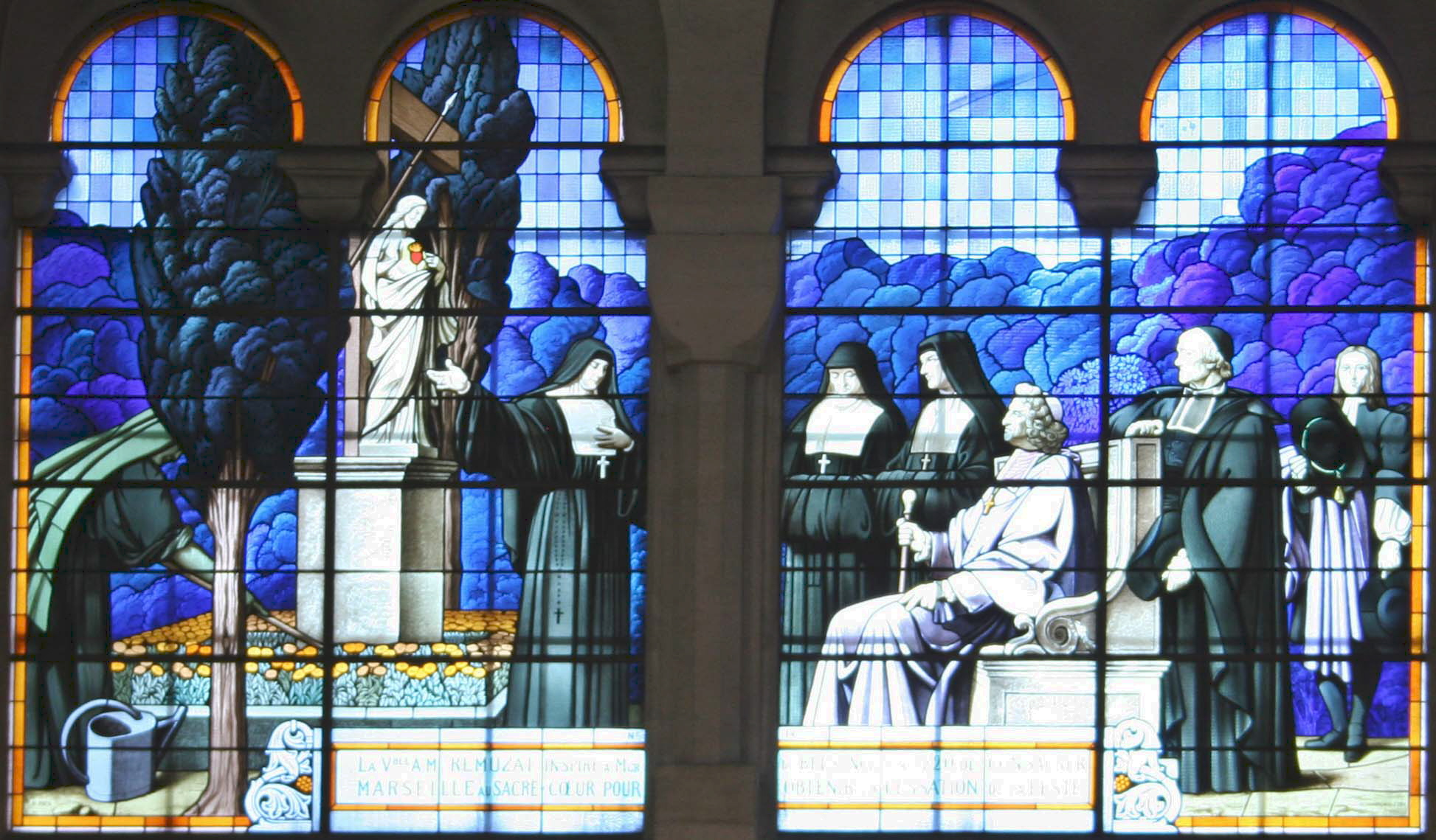
no IV François-Xavier de Belsunce consacrant la ville de Marseille au Sacré-Cœur de Jésus.
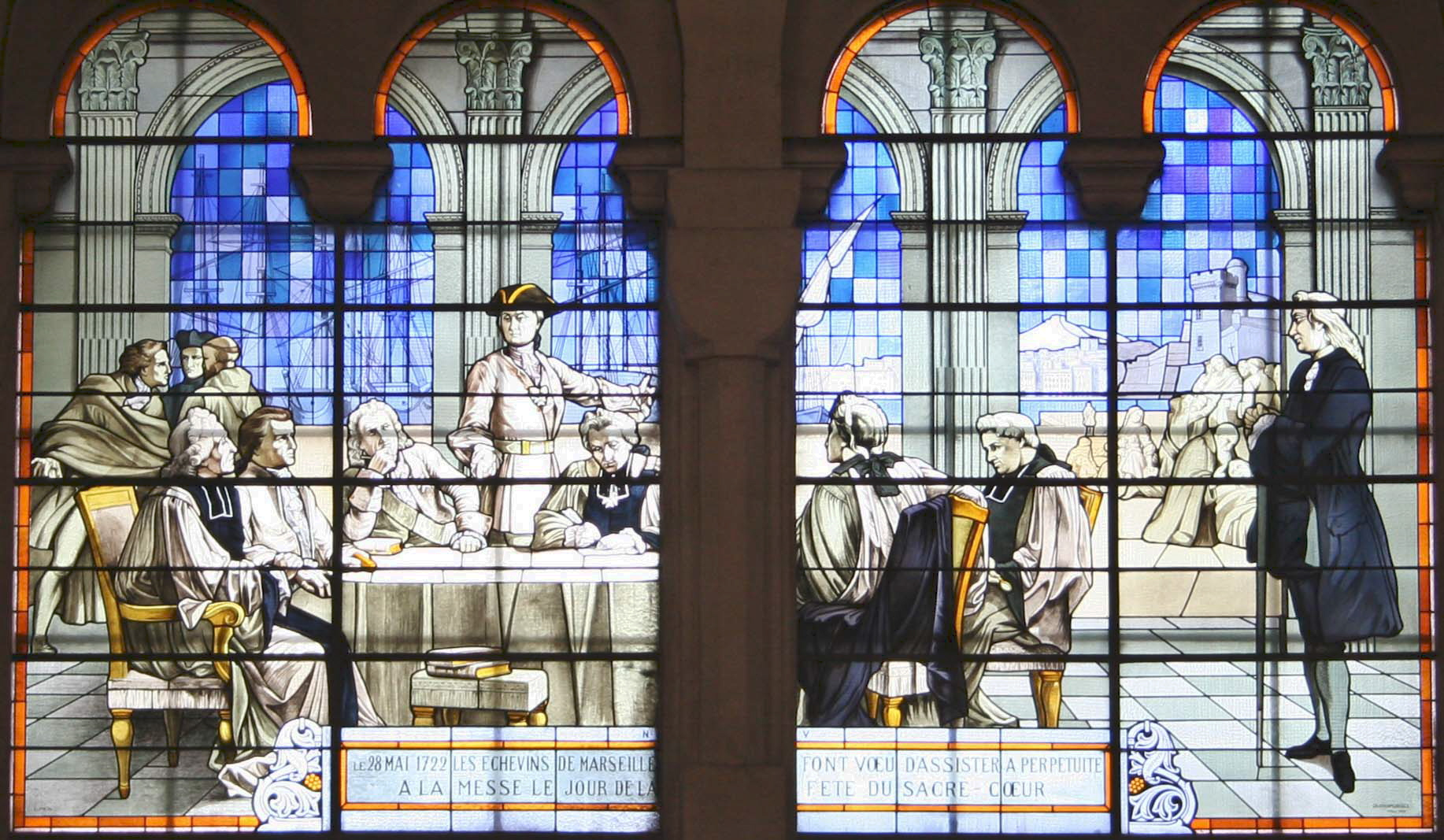
no V Vœu des échevins formulé en 1722 pendant l'épidémie de peste.

Dans le chœur de la basilique, un hommage est rendu aux poilus morts pendant la Première Guerre mondiale avec 12 vitraux du souvenir répartis en six baies.

Chœur de la basilique du Sacré-Cœur de Marseille
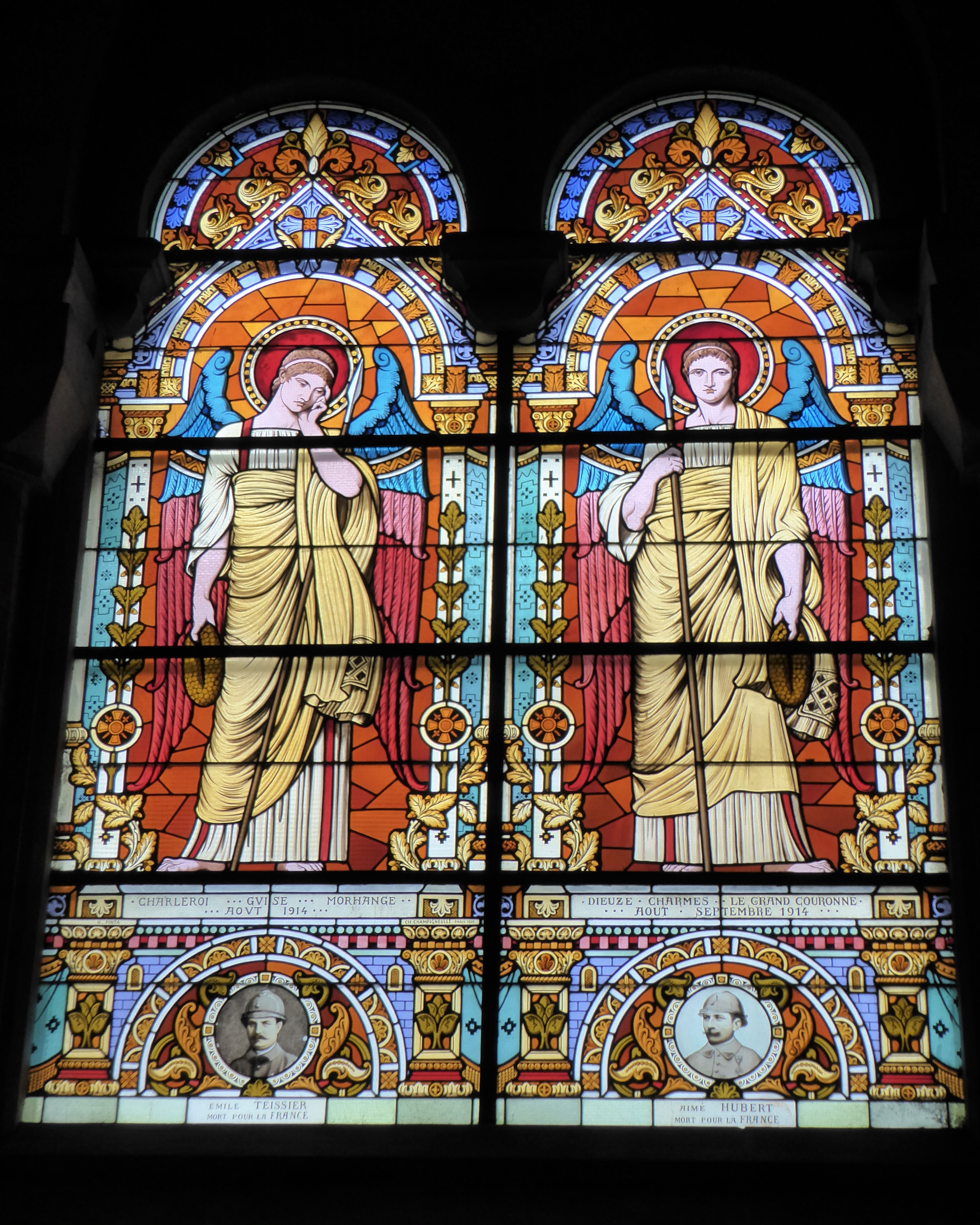
Baie 5 Août-septembre 1914.
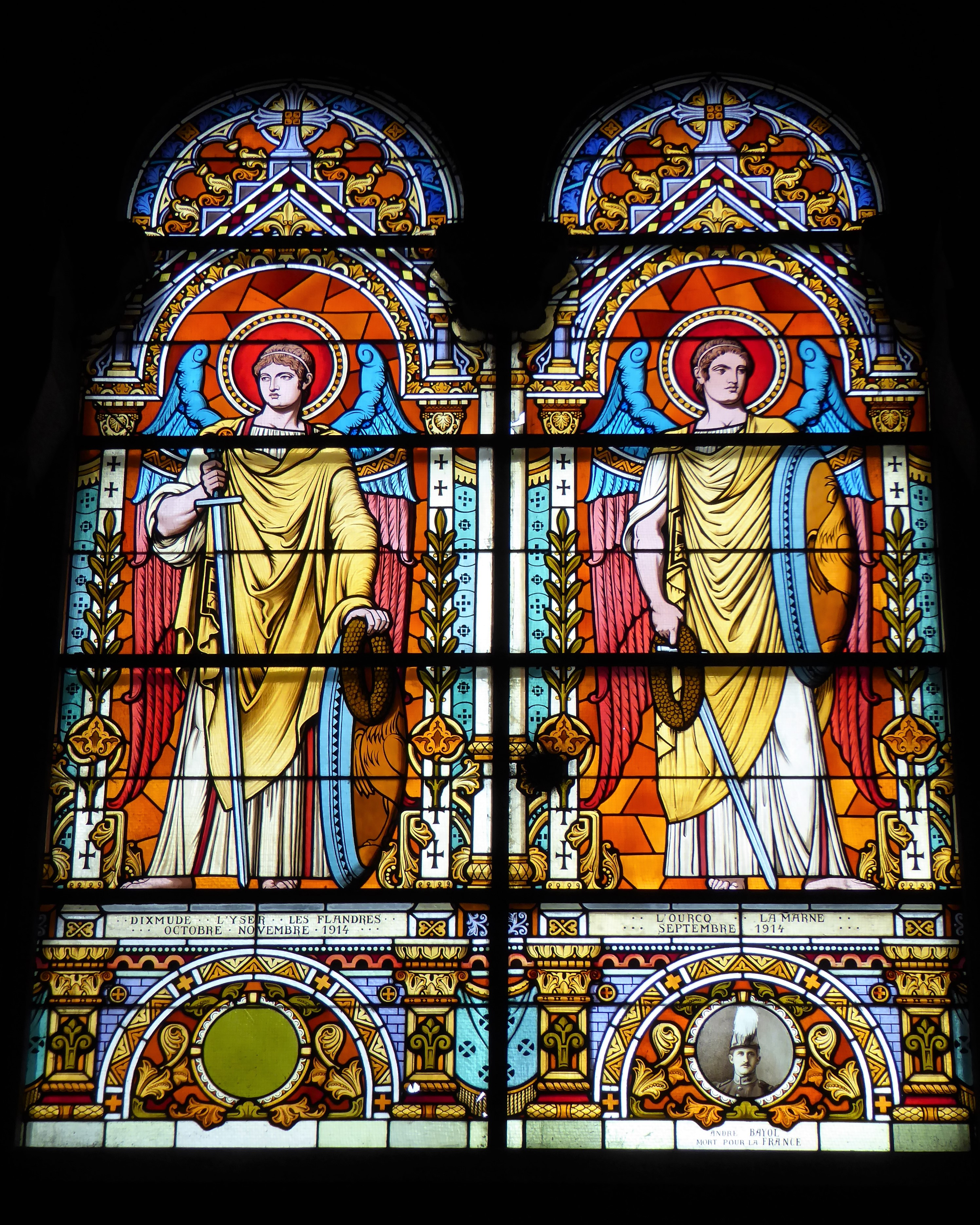
Baie 3 Septembre-octobre-novembre 1914.
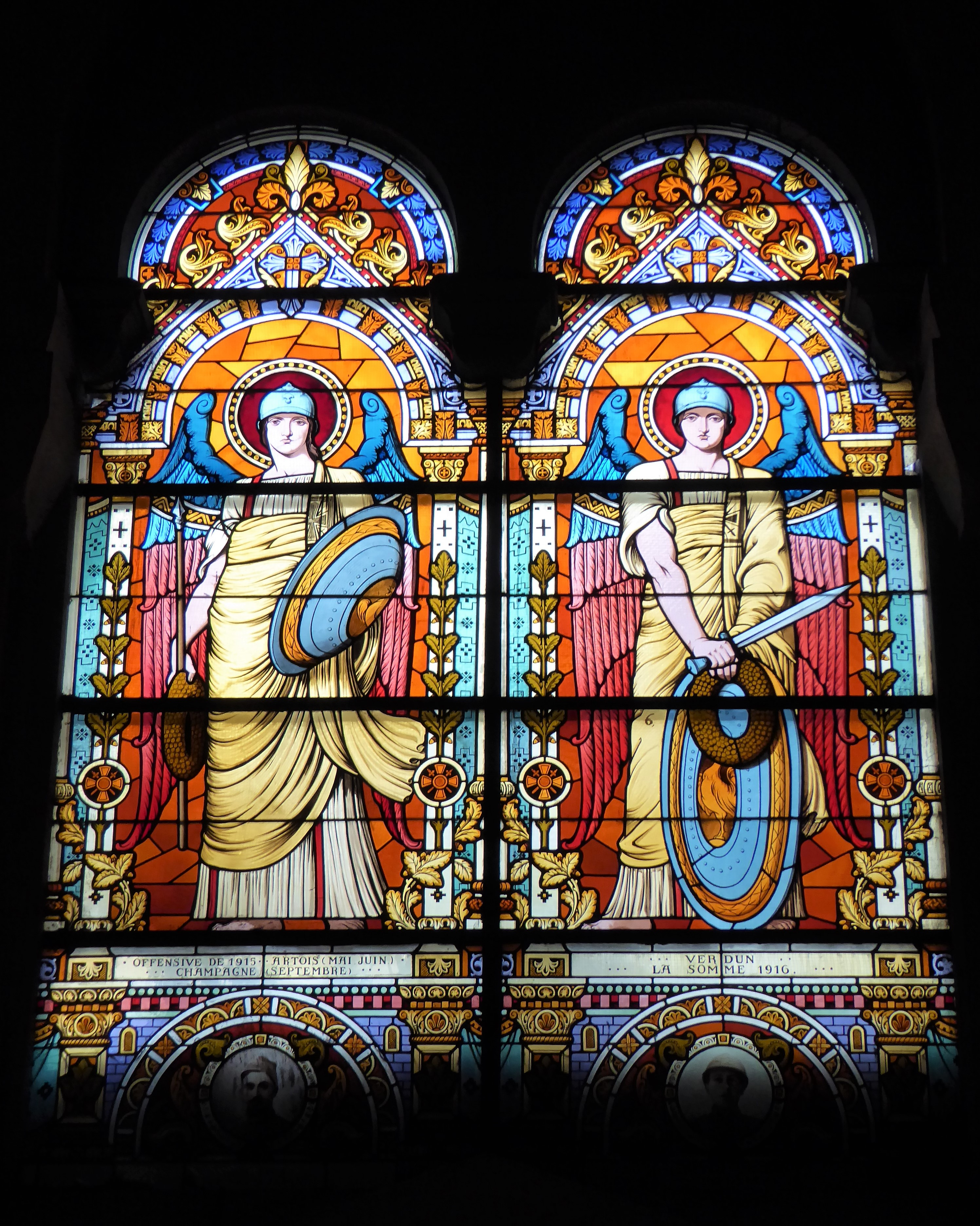
Baie 1 1915-1916.
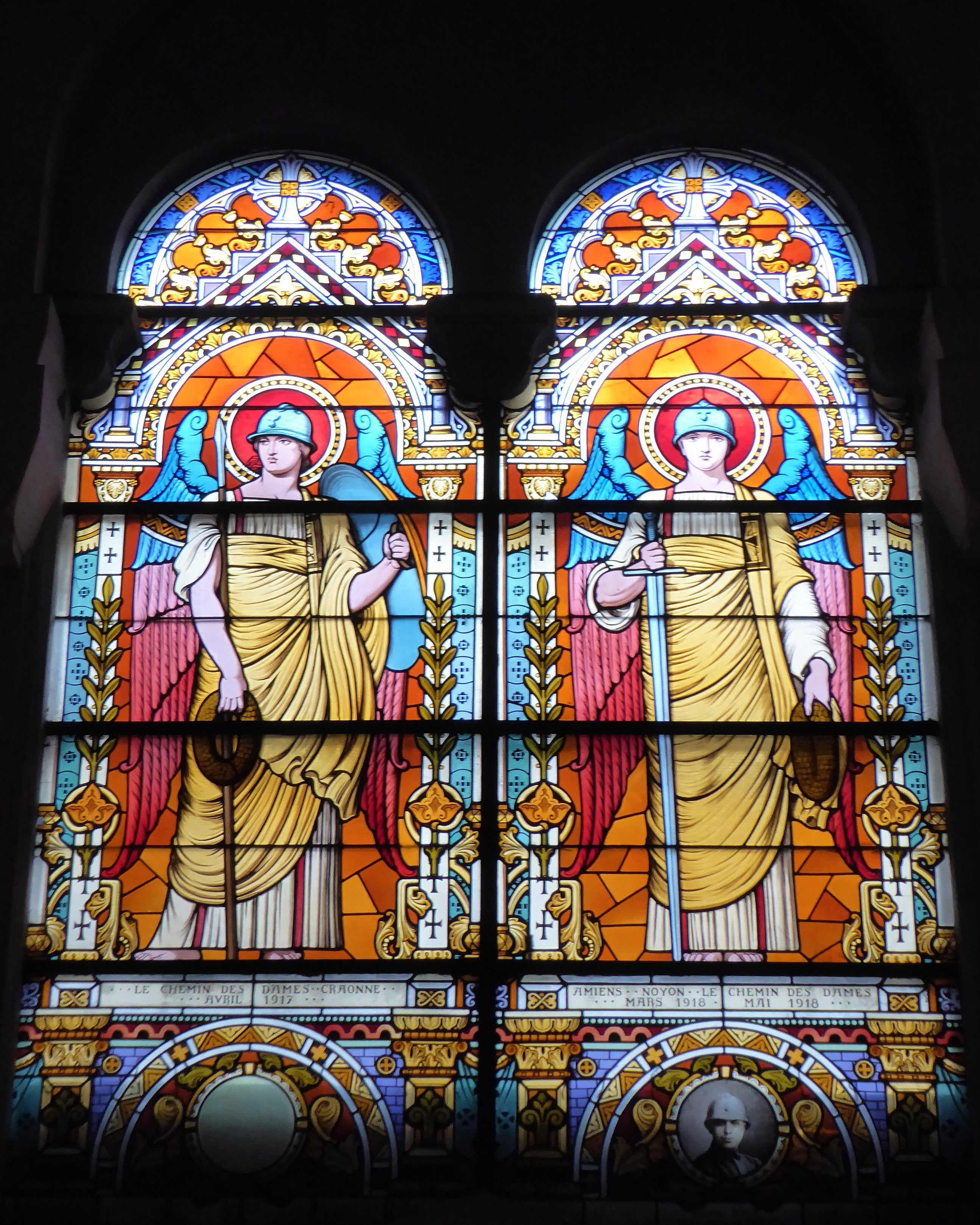
Baie 2 1917-1918.
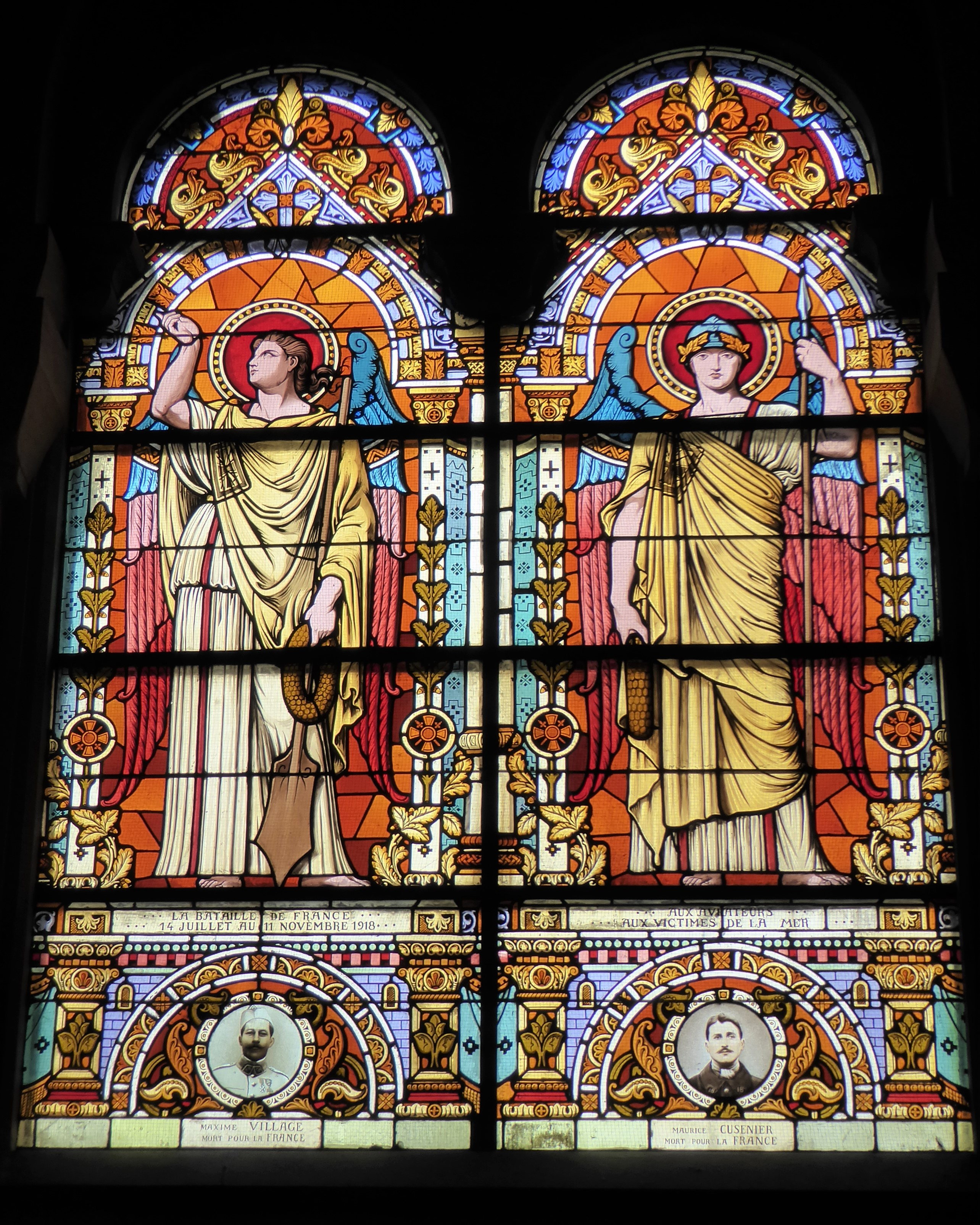
Baie 4 14 juillet - 11 novembre 1918.
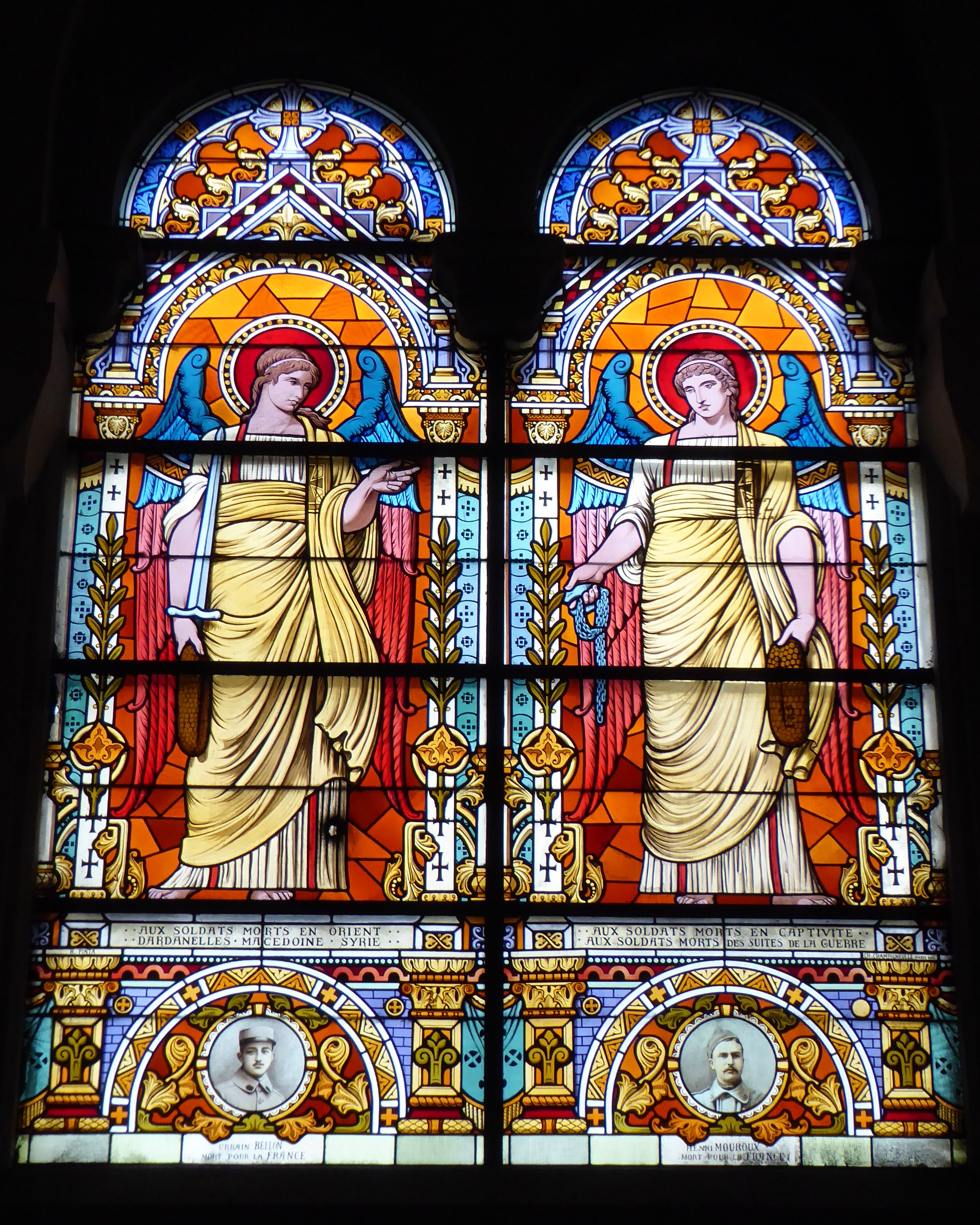
Baie 6 Après 1918.

Henri Pinta est également l'auteur de la grande mosaïque de 120 m2, ornant la voûte de ce chœur.

### Mobilier
Une pietà, œuvre du sculpteur Louis Botinelly, a été installée dans la basilique le 11 novembre 1948, jour de l'inauguration par Jean Delay de la chapelle de Notre-Dame de Pitié.
Est conservé dans l'édifice le cœur d'Anne-Madeleine Rémusat (1696-1730), visitandine de Marseille, « apôtre du Sacré-Cœur » à l'origine de la consécration du diocèse et la ville de Marseille au Cœur Sacré de Jésus par Henri-François-Xavier de Belsunce de Castelmoron le 1er novembre 1720 en pleine épidémie de peste.

### Grand-Orgue
Une partie des jeux de l'instrument actuel proviennent de l'orgue de l'église Saint-Charles d'Alger (devenue une mosquée en 1981), construit en 1936 par la Manufacture Lorraine de Grandes Orgues de Boulay (ancienne maison Dalstein-Haerpfer, devenue Haerpfer-Erman en 1946). Les jeux neufs et la mécanique sont l'œuvre des établissements Laval-Thivolle.
Il compte aujourd'hui 43 jeux répartis sur quatre claviers de 56 notes et un pédalier de 30 notes. La transmission est électrique, la console étant placée près du chœur. 